# 翟墨 (棋手)
翟墨（1996年—），中国女子国际象棋棋手、女子特级大师。
翟墨于2008年夺得世界国际象棋女子12岁组冠军。2013年，获国际棋联授予的女子国际大师称号。2014年，在全国国际象棋锦标赛个人乙组比赛中夺得女子冠军。2016年，晋升为女子特级大师。